# Parlament Georgiens
Das Parlament von Georgien (georgisch საქართველოს პარლამენტი sakartwelos parlamenti) ist die Legislative im Einkammersystem von Georgien. Das Parlament umfasst zurzeit 150 Abgeordnete, die alle vier Jahre nach einem Verhältniswahlsystem (vor 2024: Grabenwahlsystem) gewählt werden.
Traditionell tagt das Parlament in der georgischen Hauptstadt Tiflis. Von 2012 bis 2019 war Sitz der Legislative aber Kutaissi, die drittgrößte Stadt des Landes, 230 Kilometer westlich von Tiflis.

## Wahlergebnisse
| Wahl                | T   | KPdSU | DS/11B/SRP | BM/SMK | EDP | DAK | SLP | ENM | AM/MO/EES/Lelo | KO  | APG | Sonst. | Unabh. | Gesamt |
| ------------------- | --- | ----- | ---------- | ------ | --- | --- | --- | --- | -------------- | --- | --- | ------ | ------ | ------ |
| 28. Oktober 1990    | 155 | 64    | 4          | –      | –   | –   | –   | –   | –              | –   | –   | 18     | 9      | 250    |
| 11. Oktober 1992    | –   | –     | 14         | 35     | 19  | –   | –   | –   | –              | –   | –   | 97     | 60     | 225    |
| 5. November 1995    | –   | –     | 1          | 108    | 34  | 31  | –   | –   | –              | –   | –   | 32     | 29     | 235    |
| 31. Oktober 1999    | –   | –     | –          | 131    | –   | 58  | 2   | –   | –              | –   | –   | 44     | 17     | 235    |
| 2. November 2003 A1 | –   | –     | –          | 57     | –   | 39  | 23  | 42  | 16             | –   | –   | 27     | 21     | 225    |
| 28. März 2004       | –   | –     | –          | 19     | –   | 6   | 4   | 153 | 23             | –   | –   | 10     | 20     | 235    |
| 21. Mai 2008        | –   | –     | 2          | –      | –   | –   | 6   | 119 | 17             | –   | –   | 6      | –      | 150    |
| 1. Oktober 2012     | –   | –     | –          | –      | –   | –   | –   | 65  | –              | 85  | –   | –      | –      | 150    |
| 8. Oktober 2016     | –   | –     | –          | –      | –   | –   | –   | 27  | –              | 115 | 6   | 1      | 1      | 150    |
| 31. Oktober 2020    | –   | –     | –          | –      | –   | –   | 1   | 36  | 4              | 90  | 4   | 15     | –      | 150    |
| 26. Oktober 2024    | –   | –     | –          | –      | –   | –   | –   | 16  | 14             | 89  | –   | 31     | –      | 150    |

## Galerie

Plenarsaal in Tiflis
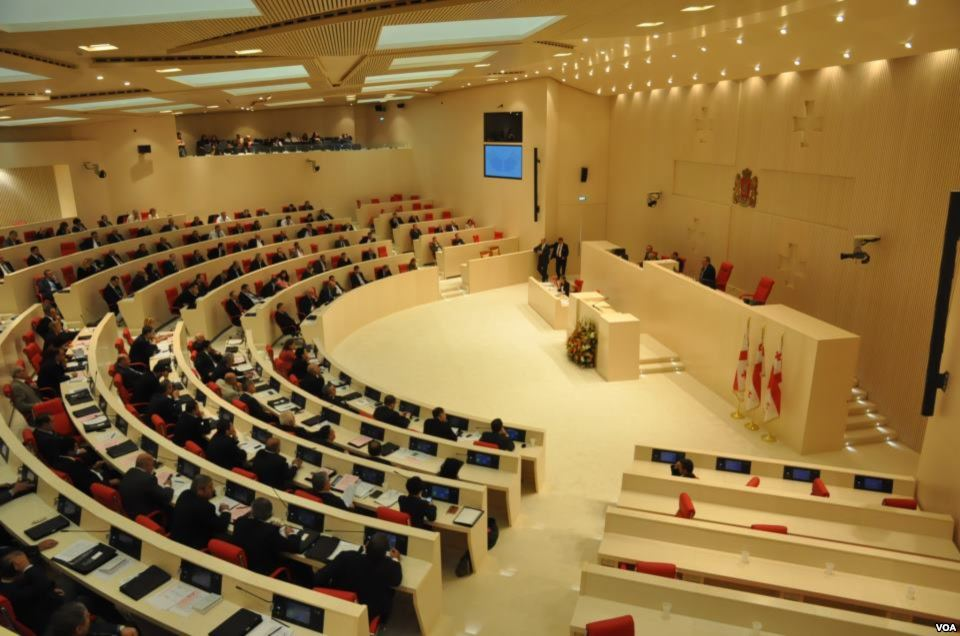
Ehemaliger Plenarsaal in Kutaissi